# 千鳥のクセスゴ!
『千鳥のクセスゴ!』（ちどりのクセスゴ）は、フジテレビ系列で2020年10月8日から2025年3月2日まで放送されていたお笑いバラエティ番組であり、千鳥の冠番組。略称は「クセスゴ」。2023年4月23日からは毎週日曜日 19:00 - 20:00（JST）に放送されていた。放送開始から2023年3月23日までは『千鳥のクセがスゴいネタGP』（ちどりのクセがスゴいネタグランプリ）の番組タイトルで毎週木曜日 21:00 - 21:54（JST）に放送されていた。

## 概要
今輝く人気芸人らが、普段披露しているネタとは一味違う「クセがスゴいネタ」を披露し、それをMCの千鳥やゲストたちがスタジオで観覧する。基本的にネタは単発だが、人気の出たものはシリーズ化することもある。ネタVTRのほか、芸人によるチャレンジ企画など趣向を凝らしたコーナーも放送される。
スタジオの進行は主にノブが務め、番組の最後で大悟がグランプリを決定する。千鳥の二人は毎週異なるコスチュームを纏う。
制作は『全力!脱力タイムズ』チームが担当。
2度のパイロット特番を経て、2020年10月より『直撃!シンソウ坂上』の後番組として木曜21時台でレギュラー放送を開始。千鳥が2人揃ってフジテレビでゴールデンタイムのレギュラー番組を担当するのは『ピカルの定理』以来7年ぶりとなる。
2021年1月2日には『逃走中』との合体スペシャルが放送された。2021年5月3日から9日にかけて、本番組をベースとした「クセバラWEEK」が行われた。
2023年4月より、従来のネタ披露に新企画を加えて『千鳥のクセスゴ!』へと番組名が改題されて、放送時間が毎週日曜19時台に変更された。また、日曜20時枠では同じく千鳥がMCを務める『千鳥の鬼レンチャン』も放送されているため、フジテレビの日曜19時台・20時台に千鳥がMCの冠番組が2番組連続で放送されることになる。しかし、枠移動後は『鬼レンチャン』と交互に隔週で2時間SP（19:00 - 21:00）という体制で放送されており、本番組が日曜19時台の1時間で通常放送されたり、同日に『鬼レンチャン』と1時間刻みの形で並んで放送されたことはレギュラー放送終了まで一度もなかった。また、特番や『鬼レンチャン』のスペシャルによる休止が多く、2024年10月・11月は一度も放送がなかった（予定では同年10月27日は20時台以降に選挙特番が組まれていたため、初めての1時間編成が予定されていたが、『MLBワールドシリーズ』のダイジェストに変更になった）。
2025年1月1日の5:00 - 6:55に新春スペシャルが放送された。
2025年1月12日の放送は19:00-21:00の2時間スペシャルの予定だったが、21時台に放送している『だれかtoなかい』に出演している中居正広の報道を受け、1時間拡大し、19:00-21:54までの3時間スペシャルとして放送した。その後、『だれかtoなかい』が正式に番組終了となり、4月の改編までのつなぎ番組として、同年2月2日・2月16日にも19:00 - 21:54に立て続けに3時間スペシャルが放送された。
2025年3月2日の3時間スペシャルを以って、木曜21時台時代を含めた約4年半の歴史に幕を下ろしレギュラー放送を終了した。日曜19時枠の後継番組は後座番組『千鳥の鬼レンチャン』が1時間前拡大6分短縮の19:00 - 20:54となる。

## 出演者

### MC
- 千鳥（大悟・ノブ）

### ネタ披露者
非常に多いため、パイロット版・木曜レギュラー版・日曜レギュラー版合わせて5回以上出演経験がある芸人に限る。特別出演者に関しては「放送リスト」を参照。以下、（）内はパイロット版、[]内は木曜レギュラー版、{}内は日曜レギュラー版においての出演回を表す。斜体は過去に放送されたネタの再放送のみでの出演回、太字はグランプリ受賞回。
- アキナ [23][36][45][46][54][61][62][66][68][80]{8}{15}{16}{20}{21}{25}{26}
- AMEMIYA [1][3][5][6][7][8][9][10][17][19][22][24][26][27][28][32][34][36][38][41][43][45][46][49][50][53][56][60][61][63][69][72][80][86]{3}{5}{11}{13}{17}{18}{28}
- 荒牧陽子 [46][54][58][69][72]{9}
- EXIT (2){19}{21}{23}{25}
  - りんたろー。 {6}{18}
- 稲田直樹（アインシュタイン） [76][78]{1}{14}{26}
- 岩井ジョニ男（イワイガワ） [39][44][58][59][63][66][73][77][83][86]{1}{3}{8}{14}{19}
- ウエストランド [81]{1}{11}{20}
  - 井口浩之 {29}
- 宇都宮聖 [47][52][53][59][64][70][73]{1}
- Aマッソ [4][26][49][60][72]{24}
- エグスプロージョン [15]{10}{16}{24}{26}{28}
- エハラマサヒロ (2)[1][3][5][10][11][13][20][25][30][40][42][44][45][46][47][52][54][61][69][70][85]{2}{12}{13}{17}{22}{26}{27}{30}
- Everybody [21][25][28][34][38][40][42][46][63]{6}{19}{24}{25}
  - タクトOK!! [39][42][44][52]
- エミリン (1)(2)[1][2][7][12][14][22][27][57]
- エルフ [21]{17}{20}{27}
  - 荒川 {10}{14}
- 遠藤章造（ココリコ） (2)[16][20][21][25][30][33][37][39][44][46][52][53][55][80]
- おいでやすこが [16][19][27][35][50]
  - おいでやす小田 [23][28]{7}{9}{10}{14}{18}{20}{22}{27}{28}{30}
  - こがけん [18]{28}
- オジンオズボーン篠宮 [9][56]{1}{11}{19}{23}{28}
  - 篠宮暁・都乃親子 [39][49]

- おばたのお兄さん [6]{3}{9}{10}{12}{15}{18}{21}{24}
- お見送り芸人しんいち [19][59][62][73][76][84]{15}{16}{29}
- 怪奇!YesどんぐりRPG [1][4][9][26][38][63][71]{1}{3}
  - Yes!アキト [40]{18}
  - サツマカワRPG [70]{22}{29}
- COWCOW (1)[9][14][18][20][22][23][24][25][30][32][33][34][35][36][38][39][40][41][42][46][52][53][58][67][69][81][82][84]{1}{3}{4}{5}{8}{12}{13}{15}{16}{17}{18}{19}{20}{21}{22}{23}{24}{25}{26}{27}{28}{29}
- 蛙亭 [2][8][11][14][24][25][29][33][34][36][43][47][52][62][65][73][78][83][85]{2}{3}{6}{9}{11}{14}{15}{16}{18}{20}{21}{22}{24}{25}{26}
  - イワクラ {5}
- かが屋 [28][32][33][34][37][40][41][42][46][51][53][55][60][63][72][75]{15}{30}
  - 賀屋壮也 (2)[7][17][20][26][61][65]
- カゲヤマ {11}{16}{18}{19}{22}{25}{27}
- 加藤礼愛 [3][4][5][9][10][15][16][19][21][24][27][30][36][37][39][42][44][45][46][48][52][53][55][56][59][70][71][73][78][81][83][85]{4}{10}{14}{15}{21}{23}{28}
- 狩野英孝（EIKO） (1)(2)[1][7][10][11][16][20][21][24][25][30][33][34][37][39][42][44][46][52][53][54][55][56][59][65][80][85]
- かまいたち (1)(2)[1][2][5][7][11][16][18][25][33][34][83]{26}
- カミナリ [45][49][78][87]{14}{20}
- からし蓮根 {14}{18}
  - 杉本青空 [41][43][47][54][57][60][62][71]{3}
- ガリベンズ矢野 (1)[36][47]{5}{23}{25}{29}
- 河合郁人 (2)[11][14][17][26][27][30][34][37][39][42][44][46][47]{24}{27}
- 神奈月 [3][10][15][17][22][24][25][30][32][34][37][39][42][45][46][52][57][59][65][77][78][83]{8}{11}{15}{17}{19}{21}{23}{29}{30}
- 北本莉斗 [39][41][43][47][54][57][60][62][71]{3}
- 9番街レトロ {15}{23}{24}{25}{27}
- キンタロー。 [2][69][87]{2}{5}{8}{14}{15}{16}{19}{22}{26}{27}
- 金の国 [29][40][43][46][51][52][57][58][72][76][83]{5}{19}{22}{23}{24}{25}{28}
- 空気階段 [5][12][14][16][26][35][44][46][47][51][52][71][73][83]{2}{7}{10}{11}{14}{20}{28}
- くっきー!（野性爆弾） (1)[1][4][5][18][45][49][61]{13}{20}{26}
- 黒沢かずこ（森三中）[36][39][42][57][58][61][72][83][87]
- コウテイ [6][8][17][27][49]
- コウメ太夫 (1)[11][20][34][37][39][71][77]{7}{29}
- 河本準一（次長課長） [4][19][51][52][77][78]{17}{22}{27}{29}{30}
- 古賀シュウ [50][53][68]{21}{27}{29}
- 小島よしお (1)(2)[1][2][5][6][8][10][14][16][27][34][39][49][85]{1}{6}{9}{17}
- こたけ正義感 [67][76][86]{10}{16}{19}
- コットン [75][79][83]{4}{5}{6}{10}{11}{12}{15}{16}{19}{22}{25}{26}{29}{30}
- コロコロチキチキペッパーズ (2)[3][11][24][25][30][34][39][44][45][48][51][52][56][59][64][65][73][75][77][82][85]{1}{2}{6}{11}{12}{13}{14}{15}{21}{23}{24}{27}{28}
- 紺野ぶるま [46][54][58][69][72]
- 佐久間一行（日谷ヒロノリ） [11][14][16][18][21][23][24][25][28][31][34][37][39][42][44][46][47][52][57][58][59][64][65][66][68][72][73][78][82][83]{1}{2}{5}{6}{10}{11}{14}{17}{18}{20}{22}{23}{26}{27}{30}
- ZAZY [13][47][49][60][62][69][70][71][76][79][84]{10}{12}{16}{18}{22}{28}{29}
- サルゴリラ {12}{15}{19}{22}{23}
- 3時のヒロイン (1)(2)[25][42]
  - 福田麻貴 [54][76][83]{2}{6}{12}
  - かなで [76][83]{2}{6}{12}{27}
- サンシャイン池崎 [1][3][8][40][49][76][84]{7}{12}{16}{26}{29}
- 三四郎 [14][22][55][64][80]
- GAG [23]{27}
  - SJ [70]{3}{10}
  - 福井俊太郎 [70]{10}{22}{27}{28}{29}{30}
- JP [13][20][33][36][39][44][45][47][50][53][59][66][68][71][81]{1}{19}{21}{23}
- GENERATIONS
  - 数原龍友 [73]{5}{10}{13}{26}
  - 中務裕太 {6}{26}
- ジェラードン [6][49]
  - かみちぃ [26][29][32][37][39][42][44][46][52][54][59][77][84]{1}{2}{4}{5}{6}{7}{8}{9}{10}{11}{12}{13}{14}{15}{16}{17}{18}{19}{20}{21}{22}{23}{24}{25}{27}{28}{29}
  - アタック西本 [57][77][84]{1}{6}{9}{11}{15}{24}
- しずる [8][24][34][49][58][67][70][75][78][80][82][87]{13}{16}{21}{22}{23}{24}{25}{27}{28}{29}
  - KAƵMA [44]{23}
  - 村上純 [77]{26}
- シソンヌ [25][27][29][31][34][83]
  - じろう (1)[1][3][5][10][13][34]
- 島田珠代 [33][40][49][69]{8}
- シマッシュレコード [28][34][39][46][65][78]
- 霜降り明星 [10][15][18][24][28][31][34][37][40][42][44][52][54][59][62][65][72][75][80][82]{1}{6}{14}{16}{26}
  - せいや (1)(2)[1][2][4][5][7][12][26][30][36][38][45][53][68][81]{10}{19}{21}{22}
  - 粗品 (1)(2)[1][2][5][7][12][19][23][25][35][39][45][47][50][53][57][60][68][79]{2}{5}{7}{10}{11}{12}{13}{15}{19}{20}{22}{23}
- ジャルジャル [1][2][5][8][9][10][12][16][18][23][26][28][31][34][35][37][38][39][41][42][43][44][48][50][52][53][54][55][56][59][60][61][62][63][64][65][66][67][68][69][71][73][75][78][81][82][86]{1}{2}{3}{5}{6}{7}{10}{12}{13}{16}{17}{18}{19}{26}
- ジャングルポケット [71]{3}
  - 斉藤慎二 (1)(2)[1][5][7][10][16][25][33][34][39][44][48][52][64][85]{14}{17}{21}{28}
  - おたけ [21]{2}{6}{26}
  - 太田博久 [59]{2}{26}
- ジョイマン [8][9]{5}{6}{11}{20}
  - 池谷和志 {29}
- ジョニー志村 {8}{9}{11}{13}{15}{17}{19}{21}{23}
- 真空ジェシカ [64][82][85]{18}{23}{27}{30}
- シンディー [36][41][44][45][47][53][55][59][66][81]{1}
- すゑひろがりず (2)[72][78][82][83]{1}{6}{11}{13}{15}{16}{19}{22}{26}
  - 三島達矢 {3}
- スクールゾーン [63]{21}{22}{23}{24}{25}{27}{28}{30}
  - 橋本稜 [39][42][44][52]
- 鈴木福 (1)[5][10][15][19]
- スリムクラブ [18][20][25][28][30][34][35][37][38][39][40][42][44][45][46][51][55][57][61][62][66][71][86]{5}{7}{11}{12}{19}{21}{24}{25}{27}
  - 内間政成 [57]
- ずん [41]
  - 飯尾和樹 (1)[1][6][8][59][76]{16}{26}
- そいつどいつ {3}{7}{15}{19}{21}{22}{23}{24}{25}{28}{30}
- ダイアン [21][32]{5}{6}{26}
  - 津田篤宏 [70]{14}{26}{29}{30}
- タイムマシーン3号 [4][8][17][22][23][40][53][59][64][71]{6}{10}{13}{15}
- 滝音 [8][16][19][30][35][38][43][56][59][76]{18}{23}{27}
  - さすけ {18}{29}
- たむたむ {4}{5}{7}{8}{9}{10}{11}{12}{13}{15}{20}{28}{30}
- 男性ブランコ [40][53][59][71]{1}{28}
- ダンビラムーチョ {8}{15}{16}{18}{20}{22}{23}{27}{28}
- チョコレートプラネット (1)(2)[1][2][5][6][7][9][10][12][15][17][18][19][22][24][25][29][30][33][34][35][37][39][42][46][48][50][53][54][64][66][73][77][83]{1}{7}{14}{17}{26}{29}
  - 長田庄平 [13]
- ツートン青木 {13}{15}{19}{23}{25}
- 都留拓也（ラパルフェ） (1)[41][45][50][53][55][58][62][86]{3}{9}
- テツandトモ (2)[42]{4}{7}{24}{30}
- 天才ピアニスト [55][62][70][83]{2}{5}{6}{10}{16}{19}
- 天山広吉 [3][10][15][23][28][31][33][38][41][42][43][44][46][48][52][56][63][65][68][69][78][84]{1}
- 天竺鼠 [7][14][18][20][23][27][29][34][50][51]
  - 川原克己 {6}{30}
- 東儀秀樹 [30][37][39][42]{8}
  - 東儀秀樹・典親親子 [46][52][57][59][65][77][78][83]
- 東京ホテイソン [6][19][81]{11}{16}
  - たける {18}
- トータルテンボス [52][53][57][61][63][66][67]
  - 大村朋宏・晴空親子 (2)[1][2][5][7][10][14][21][23][25][26][29][33][34][37][39][42][44][46][52][68][73][77][78][83][87]{1}{4}{5}{7}{9}{11}{22}{23}
  - 大村朋宏 {30}
  - 藤田憲右 [10][68][77]{22}
- 土佐兄弟 (2)[1][2][5][6][7][9][10][12][13][15][16][17][22][29][31][34][35][37][41][42][59][63][64][65][66][73][75][77][78][79][84][87]{1}{3}{4}{5}{8}{9}{14}{17}{21}{25}{26}{27}{28}{29}
  - 卓也 {3}
- トニーフランク [9][49][60][62][69][71][78][79][84]{10}{12}{21}{25}
- とにかく明るい安村 (1)(2)[1][7][40][44][55][66][67][74][85]{7}{12}{18}{20}{26}
- どぶろっく (1)[1][2][5][15][17][26][32][33][34][35][40][41][43][48][55][59][62]
- 友田オレ {10}{14}{18}{26}{27}{30}
- 友近 (1)(2)[1][2][3][5][7][10][13][14][15][16][17][19][20][22][23][25][27][33][34][43][44][46][47][48][51][52][53][54][56][59][61][62][64][67][70][71][72][73][77][78][82][83][85]{1}{2}{3}{4}{5}{7}{10}{11}{12}{13}{14}{17}{19}{21}{23}{24}{26}{27}{28}{29}{30}
- トレンディエンジェル [1][14][16][17][22][25][31][33][34][37][39][44][46][48][52][58][59][63][66][73][77][83][86]{1}{3}{4}{7}{8}{9}{11}{12}{13}{14}{15}{17}{19}{24}{28}{29}{30}
  - 斎藤司 {3}{4}{6}{9}{10}{18}{26}
- とろサーモン [11][35][41][50][62][75][87]
  - 久保田かずのぶ [3][5][9][10][15][16][19][21][24][25][27][30][34][36][37][39][42][44][45][46][48][49][52][53][55][56][59][70][71][73][74][78][81][83][84][85]{4}{5}{10}{14}{15}{21}{23}{28}
- 中岡創一（ロッチ） (1)(2)[1][4][5][7][17][18][22][26][28][31][34][36][41][51][54][55][56][86]
- 永野 [5][10][16][37][42][44][49][53][68][73][78][83]{5}{17}{23}
- なすなかにし [78][86]{2}{3}{6}{10}{11}{12}{16}{26}
  - 中西茂樹 {22}
- なだぎ武 [4][5][15]{24}{29}
- ななまがり [13][77]{20}{24}{25}{26}
- 錦鯉 [49][50]{1}{20}{30}
- 2丁拳銃
  - 川谷修士 [1][4][5][18]{13}
  - 小堀裕之 [61][86]
- ニッポンの社長 [9][29][45][60][69][72][75]{2}{9}{11}{18}{22}{24}{26}{28}
- にゃんこスター {9}{11}
  - アンゴラ村長 [2][28][50]{2}{6}{10}
- ニューヨーク [8][11]{1}{9}{26}
- ネルソンズ [9][17][19][23][28][30][33][36][38][39][42][46][50][53][58][64][71][75][80]{1}{3}{5}{7}{9}{11}{14}{17}{18}{21}{24}{26}{29}
  - 和田まんじゅう [57]{2}{6}{10}{15}{26}{29}{30}
  - 青山フォール勝ち {15}
  - 岸健之助 {29}
- ねんねん（ひよしなかよし） (1)[44][58][62][86]{3}{17}{21}{28}
- ぱーてぃーちゃん [51][55][56][60][63][77][81][85]{13}{15}{16}{19}{24}{29}
  - 信子 {9}{14}{29}
  - 金子きょんちぃ {9}{14}{29}
- パーパー [43][61][82]{17}{27}{30}
  - ほしのディスコ [1][5][7][10][16][25][33][34][39][44][48][52][64][85]{14}{17}{21}{28}
- ハギノリザードマン [87]{2}{5}{8}{18}{21}
- バッファロー吾郎
  - バッファロー吾郎A [5][10][15][27][44][46]
  - 竹若元博 [37]
- ハナコ (1)(2)[1][3][5][8][10][12][16][24][27][29][31][33][39][42][51][52][55][57][66][69][71][72][73][79][80][83][84][86]{1}{7}{10}{14}{17}{20}{24}{26}{28}
- 濵田崇裕（ジャニーズWEST） (1)[11][20]{1}{3}
- 原口あきまさ (1)[4][8][13][16][17][20][24][29][32][33][36][39][44][45][47][49][50][51][53][55][59][65][66][68][81]{4}{5}{7}{8}{9}{10}{11}{12}{13}{15}{17}{19}{20}{21}{22}{23}{25}{27}{28}{29}{30}
- ハリウッドザコシショウ (1)[77]{1}{8}{22}{29}
- パンクブーブー [20][27][36][76]{2}
- ビスケットブラザーズ [6][77][83]{2}{25}{29}
- ふかわりょう [78][80]{4}{28}{29}
- FUJIWARA [22][27][29][31][33][37][40][42][43][67]{6}{8}
  - 藤本敏史 [52][61][82][86][87]
  - 原西孝幸 {1}{29}
- プラス・マイナス {3}
  - 岩橋良昌 [37]
  - 兼光タカシ [77][85]{3}{8}{23}{25}{28}{29}
- フワちゃん [29][31][35][37][59]
- ホリ (1)[42][68][77]{4}{5}{8}{17}{21}{29}
- 堀内健（ネプチューン） [16][18][25][26][35][37][47]
- 本間朋晃 [3][10][15][16][23][28][31][33][38][41][42][43][44][46][48][52][56][58][59][63][65][68][69][78][84]{1}
- マヂカルラブリー [1][6][10][11][13][14][15][16][25][39][50][59][71]{3}{15}{21}{26}
  - 野田クリスタル (1)[51]{18}
  - 村上 [42]
- 松田幸起 [53][58][62][86]{3}{8}{11}{30}
- 松村邦洋 [2][5][12][15][35][68]
- みかん (2)[1][4][12][15][33][35]{8}{15}{27}
- Mr.シャチホコ (1)[35][39][55][59][60][63][66][78][79][83]{1}{3}{4}{5}{9}{18}{21}{27}{30}
- Mr.マリック {2}{14}
  - Mr.マリック・LUNA親子 [37][42][44][46][53][54][59][70][78]
- 見取り図 [7][9][12][13][16][22][26][28][29][30][31][34][35][36][37][42][48][53][59][77][80]{1}{7}{8}{25}
  - 盛山晋太郎 [4][10]
- みはる [55][60][63][66][78][79][83]{1}{3}{4}{5}{9}{18}{30}
- ミラクルひかる (2)[1][4][12][15][29][33][34]{4}{8}{22}
- メンバー [6][49]{14}{17}{18}{24}
- もう中学生 [15][19][22][27][29][31][37][40][42][43][52][61][67][71][82][85][86][87]{3}{11}{22}{24}
- ももいろクローバーZ
  - 高城れに [5][10][16][37][42][44][53][68][73]
  - 佐々木彩夏 [77]
- ゆりやんレトリィバァ (1)(2)[5][6][8][12][23][25][29][37][43][62]
- ゆんぼだんぷ {17}
- 横澤夏子 [24][69]{20}{22}{28}
- 横山ミル（てんぐ） [44][45][46][50][55][56][62]
- ヨネダ2000 [70][85]{8}{10}{13}{19}{26}
- 四千頭身 [16][25][34][37][44][52][53][59][71][73][85]{5}{12}{25}
  - 石橋遼大 [3][5][49]
  - 後藤拓実 (1)(2)[1][3][5][15][23]
  - 都築拓紀 [3][5][49]
- ライス [41][69][75]{14}{16}{22}{24}{27}
- ランジャタイ [36][42][47][50][52][57][61][69][81][85]{5}{9}{15}{16}{19}{21}{23}{26}
  - 国崎和也 {6}{30}
- リンダカラー∞ {10}{12}{15}{18}{19}{22}{24}{26}{30}
- レイザーラモン [50]{6}{9}{24}{28}
  - RG [4][5][26][29][32][37][39][42][44][46][49][52][54][59][77]{4}{5}{6}{7}{8}{9}{10}{11}{12}{13}{14}{15}{16}{17}{18}{19}{20}{21}{22}{23}{24}{25}{27}{28}{29}
  - HG {11}
- レインボー (2)[1][2][4][5][7][10][12][13][15][16][19][22][24][25][27][29][31][32][34][36][37][38][39][41][42][43][46][48][51][53][58][81]{2}{6}{9}{12}{13}{15}{18}{20}{23}{24}{25}{28}{30}
- レギュラー [6][16]{4}{9}{11}{24}
  - 松本康太 [73]
- レッツゴーよしまさ [85]{2}{5}{6}{9}{10}{11}{13}{15}{17}{19}{21}{23}{24}{30}
- ロバート
  - 秋山竜次 (1)(2)[1][2][3][5][7][10][13][16][17][22][25][30][33][34][44][46][47][48][51][63][65][66][67][79][81]{1}{3}{4}{8}{9}{13}{20}{21}{26}{29}
  - 山本博 (2)[1][5][7][10][13][16][17][25][30][33][34]{29}
- ロングコートダディ [50][70][73]{16}{29}
  - 堂前透 {30}
- 笑い飯 [24]
  - 哲夫 [53][87]{3}{6}{19}{20}{24}

出典:                                       

## 放送リスト
以下、「特別出演」は芸人と共にコラボネタを披露したタレントを指す。

### 千鳥のクセがスゴいネタGP

#### パイロット版
| 回 | 放送日  | 放送時間      | グランプリ作品                                             | 特別出演                               | ゲスト                       |
| -- | ------- | ------------- | ---------------------------------------------------------- | -------------------------------------- | ---------------------------- |
| 1  | 5月30日 | 19:00 - 21:00 | 丸山礼&中村俊介 「芸能人オンライン飲み会」                 | 中村俊介 濵田崇裕（ジャニーズWEST）    | 広瀬アリス 池田美優 伊原六花 |
| 2  | 8月15日 | 21:00 - 23:10 | 大村朋宏（トータルテンボス）・晴空親子 「♪I LOVE パパ...」 | リアルアキバボーイズ 村田正樹 堀田真由 | 新木優子 高橋克実            |

#### 2020年
| 回 | 放送日   | グランプリ作品                                                                        | 特別出演                        | ゲスト                     | 備考                             |
| -- | -------- | ------------------------------------------------------------------------------------- | ------------------------------- | -------------------------- | -------------------------------- |
| 1  | 10月8日  | 秋山竜次&山本博（ロバート） 「♪そばかす/リュージ」                                    | DJ KOO（TRF） マイケル富岡      | 松本穂香 夏菜              | 2時間スペシャル (21:00 - 22:54)  |
| 2  | 10月15日 | チョコレートプラネット×どんぐり&小沢真珠 「全日本女子スーパーマウスホーン選手権決勝」 | どんぐり 小沢真珠               | 深田恭子 谷まりあ          |                                  |
| 3  | 10月29日 | 石橋遼大（四千頭身） 「ブーケトス」                                                   |                                 | 朝日奈央 新川優愛          |                                  |
| 4  | 11月5日  | 加藤礼愛&盛山晋太郎（見取り図） 「♪タマシイレボリューション/Superfly」                | DJ KOO（TRF） マイケル富岡      | 足立梨花 宇垣美里          |                                  |
| 5  | 11月12日 | ジャルジャル 「客にドリンクこぼした瞬間 店を辞める奴」                                | 高城れに（ももいろクローバーZ） | 土屋太鳳 滝沢カレン        | 2時間スペシャル（19:57 - 21:54） |
| 6  | 11月19日 | レギュラー 「あるある探検隊」                                                         |                                 | 藤田ニコル 白岩瑠姫（JO1） |                                  |
| 7  | 11月26日 | 見取り図 「南大阪のカスカップル」                                                     |                                 | 志田未来 生見愛瑠          | 2時間スペシャル（19:57 - 21:54） |
| 8  | 12月3日  | 滝音 「バンドの出待ち」                                                               |                                 | A.rik（円神） 山之内すず   |                                  |
| 9  | 12月10日 | ネルソンズ 「ゾンビ」                                                                 |                                 | 浜辺美波 SHELLY            |                                  |

#### 2021年
| 回     | 放送日          | グランプリ作品 | 特別出演                                                                                | ゲスト                                                  | 備考 |
| ------ | --------------- | --- | --------------------------------------------------------------------------------------- | ------------------------------------------------------- | --- |
| 10     | 1月2日 (土曜日) | 狩野英孝 「♪カブトムシ/EIKO」                                                                                                 | 相葉雅紀 丘みどり 高城れに（ももいろクローバーZ） さくらまや                            | 関ジャニ∞ 上白石萌歌 池田美優                           | 2時間スペシャル（21:30 - 23:30）。 『逃走中×千鳥のクセがスゴいネタGP 新春合体5時間SP』 として放送（『逃走中』は18:30 - 21:30）。 なお、この年の22:00 - 23:30 のカンテレ制作枠は見送られた。 |
| 11     | 1月7日          | 佐久間一行 「♪CHANGE/日谷ヒロノリ」                                                                                           | 相葉雅紀                                                                                | 大倉忠義（関ジャニ∞） 広瀬アリス                        | |
| 12     | 1月14日         | 空気階段 「中華夫婦」 |                                                                                         | 瀧本美織 久間田琳加                                     | |
| 13     | 1月21日         | ちゅうえい（流れ星☆） 「♪香水/瑛人」                                                                                          | 神田愛花                                                                                | 田中卓志（アンガールズ） 川栄李奈                       | |
| 14     | 1月28日         | トレンディエンジェル 「セニョール斎藤&プリティたかし」                                                                        | 小林よしひさ                                                                            | ファーストサマーウイカ 松下洸平                         | |
| 15     | 2月4日          | 霜降り明星 「おじいちゃんと孫」                                                                                               |                                                                                         | 川島明（麒麟） きゃりーぱみゅぱみゅ                     | |
| 16     | 2月11日         | トレンディエンジェル 「セニョール斎藤 Vol.3」                                                                                 | 小林よしひさ 高城れに（ももいろクローバーZ）                                            | 朝日奈央 小池徹平 後藤輝基（フットボールアワー） 白石聖 | 2時間スペシャル（19:57 - 21:54） |
| 17     | 2月25日         | 友近 「ヒール講談」 | ユッコ・ミラー                                                                          | 滝沢カレン 七五三掛龍也（Travis Japan）                 | |
| 18     | 3月4日          | スリムクラブ 「バス」 | GOING UNDER GROUND OWV                                                                  | 小島瑠璃子 本田康祐（OWV）                              | |
| 19     | 3月11日         | AMEMIYA 「♪パパになるけど心配です」                                                                                           |                                                                                         | 佐藤勝利（Sexy Zone） 堀田茜                            | |
| 20     | 3月18日         | 杉本哲太&中尾明慶 「ヤクザ」                                                                                                  |                                                                                         | 王林（りんご娘） 大倉忠義（関ジャニ∞）                  | |
| 21     | 4月1日          | Everybody 「理想の女性」 |                                                                                         | 児嶋一哉（アンジャッシュ） 吉瀬美智子                   | |
| 22     | 4月8日          | レインボー 「連続テレビ小説 ひやまとみゆき 〜突然の弟からの連絡編〜」                                                         |                                                                                         | 池田美優 鈴木亮平                                       | |
| 23     | 4月15日         | アキナ 「夏祭り」 |                                                                                         | 眞栄田郷敦 川田裕美                                     | |
| 24     | 4月22日         | 笑い飯 「ロープウェイ」 |                                                                                         | 北乃きい 中川大志                                       | |
| 25     | 5月6日          | ほしのディスコ（パーパー）&斉藤慎二（ジャングルポケット） 「♪もう恋なんてしない/槇原敬之」                                    | たっぴくん                                                                              | 片岡愛之助 永野芽郁 鶴房汐恩&白岩瑠姫（JO1）            | 2時間スペシャル（20:00 - 21:54） |
| 26     | 5月13日         | RG（レイザーラモン）&かみちぃ（ジェラードン） 「♪大悟mite」                                                                   |                                                                                         | 池田エライザ 藤井流星（ジャニーズWEST）                 | |
| 27     | 5月20日         | 友近&バッファロー吾郎A（バッファロー吾郎） 「雑誌の取材」                                                                     |                                                                                         | 生見愛瑠 大友花恋                                       | |
| 28     | 5月27日         | かが屋 「ともだち」 |                                                                                         | 小籔千豊 高橋メアリージュン                             | |
| 29     | 6月3日          | 金の国 「接触事故」 |                                                                                         | Fukase（SEKAI NO OWARI） 王林（りんご娘）               | |
| 30     | 6月10日         | 河合郁人（A.B.C-Z） 「木村拓哉ものまねシリーズ」                                                                              | 東儀秀樹                                                                                | 三宅健（V6） 岡田結実                                   | |
| 31     | 6月17日         | トレンディエンジェル 「セニョール斎藤 Vol.6」                                                                                 |                                                                                         | 蛍原徹 吉岡里帆                                         | |
| 32     | 6月24日         | どぶろっく 「♪promise 〜永遠の誓い〜」                                                                                        | 北乃きい                                                                                | 佐々木希 渋谷凪咲（NMB48）                              | |
| 33     | 7月2日          | 島田珠代 「しかと見るな!」 |                                                                                         | 北村匠海（DISH//） 髙橋ひかる                           | |
| 34     | 7月8日          | どぶろっく 「♪フグ」 | 北乃きい 内海光司 佐藤アツヒロ キズナアイ 戸塚祥太&橋本良亮（A.B.C-Z）                  | 磯村勇斗 藤田ニコル 高橋克典 髙橋優斗（HiHi Jets）      | 3時間スペシャル（20:00 - 22:48） |
| 35     | 7月22日         | とろサーモン 「高校野球」 |                                                                                         | 渡邊圭祐 山之内すず                                     | |
| 36     | 7月29日         | 加藤礼愛&久保田かずのぶ（とろサーモン） 「♪踊/Ado」                                                                           |                                                                                         | 佐野ひなこ 佐藤景瑚&鶴房汐恩&與那城奨（JO1）            | |
| 37     | 8月5日          | 神奈月&東儀秀樹 「♪紅蓮華/LiSA」                                                                                              | 七五三掛龍也&吉澤閑也&松倉海斗（Travis Japan） 東儀秀樹 高城れに（ももいろクローバーZ） | 船越英一郎 滝沢カレン                                   | 2時間スペシャル（20:00 - 21:54）。 TOS・UMKでは 日本テレビ系2020年東京オリンピック(8:00-26:00)放送のため、 UMKでは8月8日14:30-16:18、 TOSでは8月9日15:45-17:39にそれぞれ遅れ放送。          |
| 38     | 8月19日         | ジャルジャル 「川釣り」 | 野呂佳代                                                                                | 松坂桃李 池田美優                                       | |
| 特別編 | 8月28日         | 佐久間一行 「♪CHANGE/日谷ヒロノリ」                                                                                           |                                                                                         |                                                         | 『FNSラフ&ミュージック〜歌と笑いの祭典〜』内のワンコーナーとして放送。 |
| 39     | 9月2日          | トレンディエンジェル&岩井ジョニ男（イワイガワ） 「セニョール斎藤 Vol.10」                                                     | 片瀬那奈 大橋和也&藤原丈一郎（なにわ男子）                                              | 勝地涼 長濱ねる                                         | 2時間スペシャル（20:00 - 21:54） |
| 40     | 9月16日         | とにかく明るい安村 「♪東京ってすごい バンドVer.」                                                                             |                                                                                         | 井森美幸 藤原大祐                                       | |
| 41     | 9月23日         | 天山広吉&本間朋晃 「♪糸/中島みゆき」                                                                                          | 笠松将                                                                                  | 比嘉愛未 渡邊圭祐                                       | |
| 42     | 10月14日        | RG（レイザーラモン）&かみちぃ（ジェラードン） &タクトOK!!（Everybody）&橋本稜（スクールゾーン） &エハラマサヒロ 「♪大悟mite」 | 五関晃一（A.B.C-Z） 志田未来 高城れに（ももいろクローバーZ） 東儀秀樹 山崎育三郎        | 古田新太 赤楚衛二                                       | 2時間スペシャル（20:00 - 22:02） |
| 43     | 11月4日         | 金の国 「キャンプ場」 |                                                                                         | 小森隼（GENERATIONS） 岡崎紗絵                          | |
| 44     | 11月18日        | トレンディエンジェル&岩井ジョニ男（イワイガワ） 「セニョール斉藤 Vol.11」                                                     | 京本政樹 高城れに（ももいろクローバーZ）                                                | 生田斗真 菜々緒                                         | 2時間スペシャル（20:00 - 21:54） |
| 45     | 11月25日        | ニッポンの社長 「万引き」 |                                                                                         | 木全翔也&白岩瑠姫&與那城奨（JO1） 中村ゆり              | |
| 46     | 12月9日         | Mr.マリック&LUNA 「親子の絆 取り戻せるか?」                                                                                   | 東儀秀樹・典親親子                                                                      | 福原遥 美山加恋                                         | 2時間スペシャル（20:00 - 21:54） |
| 47     | 12月16日        | 友近&宇都宮聖 「いい子見つけたわ」                                                                                            |                                                                                         | 倖田來未 児嶋一哉（アンジャッシュ）                     | |
| 48     | 12月23日        | チョコレートプラネット 「セルフウエイトリフティング」                                                                         |                                                                                         | 伊藤沙莉 藤牧京介&後藤威尊（INI）                       | |

#### 2022年
| 回 | 放送日          | グランプリ作品 | 特別出演                                                                    | ゲスト                                                                              | 備考 |
| -- | --------------- | --- | --------------------------------------------------------------------------- | ----------------------------------------------------------------------------------- | --- |
| 49 | 1月1日 (土曜日) | 錦鯉 「まさのりギャグ名作選」                                                                                       |                                                                             | なし                                                                                | 元日2時間SP（5:00 - 6:55）。 一部地域除く。 |
| 50 | 1月20日         | 錦鯉 「まさのり数え歌」                                                                                             |                                                                             | 野村周平 石井杏奈                                                                   | |
| 51 | 1月27日         | 空気階段 「違反」                                                                                                   | 津田寛治 波岡一喜                                                           | 磯山さやか 島崎和歌子                                                               | |
| 52 | 2月10日         | 友近&宇都宮聖 「いい子見つけたわ 第2話」                                                                            | 柳沢慎吾                                                                    | 横浜流星 白石麻衣                                                                   | 2時間スペシャル（20:00 - 21:54） |
| 53 | 2月24日         | 哲夫（笑い飯） 「元アルペン講座」                                                                                   | 勝地涼 高城れに（ももいろクローバーZ） 高橋英樹                             | 佐藤隆太 滝沢カレン                                                                 | 2時間スペシャル（20:00 - 21:54） |
| 54 | 3月3日          | ジャルジャル 「番組オーディション」                                                                                 |                                                                             | 柚希礼音 田中卓志（アンガールズ）                                                   | |
| 55 | 3月17日         | どぶろっく 「♪スペック 〜江口ver.〜」                                                                               |                                                                             | 生田絵梨花 小関裕太                                                                 | |
| 56 | 4月7日          | AMEMIYA 「♪走馬灯」                                                                                                 | ゆず                                                                        | 藤木直人 広瀬アリス                                                                 | |
| 57 | 4月28日         | 金の国 「新幹線」                                                                                                   | OWV                                                                         | 大平祥生&川尻蓮&川西拓実（JO1） 指原莉乃                                            | |
| 58 | 5月12日         | しずる 「自分捨て場」                                                                                               | 純烈                                                                        | 朝日奈央 阿部サダヲ                                                                 | |
| 59 | 5月19日         | 加藤礼愛&久保田かずのぶ（とろサーモン）&太田博久（ジャングルポケット） 「♪Preserved Roses/T.M.Revolution×水樹奈々」 | 伊原六花 京本政樹 西川貴教 ゆず                                             | 栗田航兵&小堀柊&高橋わたる（OCTPATH） 児嶋一哉（アンジャッシュ） 関水渚             | 2時間スペシャル（20:00 - 21:54） |
| 60 | 6月2日          | キャン×キャン&Mina（MAX） 「沖縄のカラオケスナック」                                                                | Mina（MAX）                                                                 | 満島真之介 井森美幸                                                                 | サッカー中継延長のため、5分遅れで放送。 |
| 61 | 6月9日          | 黒沢かずこ（森三中） 「♪別れ」                                                                                      |                                                                             | 陣内孝則 山之内すず                                                                 | |
| 62 | 6月16日         | 蛙亭 「レイラ」 | 加藤諒                                                                      | 新木優子 ディーン・フジオカ                                                         | |
| 63 | 6月23日         | 天山広吉&本間朋晃 「♪らいおんハート/SMAP」                                                                          |                                                                             | 池田美優 若村麻由美                                                                 | |
| 64 | 6月30日         | 友近&宇都宮聖&寺島しのぶ 「いい子見つけたわ 第4話」                                                                 | 岡崎体育 寺島しのぶ                                                         | 生見愛瑠 渡邊圭祐                                                                   | |
| 65 | 7月7日          | ピスタチオ 「お世話になった人」                                                                                     |                                                                             | 鈴木仁 長濱ねる                                                                     | |
| 66 | 8月4日          | アキナ 「雰囲気強すぎる小学生」                                                                                     | ゆうちゃみ 武田真治 OWV                                                     | 児嶋一哉（アンジャッシュ） 山田裕貴                                                 | |
| 67 | 8月11日         | しずる 「紫のボート」                                                                                               |                                                                             | 小籔千豊 佐野勇斗                                                                   | |
| 68 | 8月18日         | 原口あきまさ&JP&せいや（霜降り明星） 「木曜よる9時のワイドナショー」                                                | 高城れに（ももいろクローバーZ） いっこく堂 六平直政                         | 川崎鷹也 武田鉄矢                                                                   | |
| 69 | 8月25日         | 島田珠代 「おばちゃん変化」                                                                                         |                                                                             | 中川翔子 デヴィ夫人                                                                 | この日はデヴィ夫人も夫人賞としてグランプリを決めており、 受賞したのはライス「ペラペラ関町くん」だった。                                                              |
| 70 | 9月1日          | しずる 「静かにして」                                                                                               |                                                                             | 濱口優（よゐこ） 朝日奈央                                                           | |
| 71 | 9月15日         | ZAZY&トニーフランク 「結婚式にて」                                                                                  | 田中要次                                                                    | 檀れい スチャダラパー                                                               | 2時間スペシャル（20:00 - 21:54）。 ノブは療養中で欠席のため本編パートは濱家隆一（かまいたち）、 企画パートは山里亮太（南海キャンディーズ）がそれぞれ代理MCを務めた。 |
| 72 | 10月13日        | 黒沢かずこ（森三中） 「伝える」                                                                                     |                                                                             | 石原良純 尾上松也                                                                   | ノブは療養中で欠席のため、津田篤宏（ダイアン）が代理MCを務めた。 |
| 73 | 10月20日        | トレンディエンジェル&岩井ジョニ男（イワイガワ） 「セニョール斎藤 Vol.20」                                           | 数原龍友（GENERATIONS） 那須川天心 高橋英樹 高城れに（ももいろクローバーZ） | 橋本環奈 滝沢カレン 眞栄田郷敦 後藤真希                                             | 2時間スペシャル（20:00 - 21:54）。 前半1時間のネタパートは代理MCとして小籔千豊が務め、 後半1時間のロケコーナー「こすられクセスゴ飯」からノブが復帰。                 |
| 74 | 10月27日        | なし |                                                                             | 朝日奈央 小芝風花                                                                   | 特別編として『ド貧乏クセスゴ芸人救済スペシャル』を放送 貧乏芸人たちの暮らしに密着したVTRにて構成された。 野球中継延長のため90分遅れで放送。                          |
| 75 | 11月3日         | ジャルジャル 「友達のエピソード」                                                                                   | 志田未来                                                                    | 大久保嘉人 志田未来                                                                 | |
| 76 | 11月10日        | フルーツポンチ 「チープモノマネ漫才」                                                                               |                                                                             | 原菜乃華 松村北斗（SixTONES）                                                       | |
| 77 | 11月17日        | 立川志らく 「世相を斬る」                                                                                           | 佐々木彩夏・高城れに（ももいろクローバーZ） 高橋ひとみ                      | 阿部詩 阿部一二三 百田夏菜子（ももいろクローバーZ） 鈴鹿央士 ファーストサマーウイカ | 2時間スペシャル（20:00 - 21:54） |
| 78 | 12月1日         | ふかわりょう 「小心者克服講座 〜たまに使えそうな一言〜」                                                            | 高城れに（ももいろクローバーZ） 高橋ひとみ                                  | 板垣李光人 渋谷凪咲（NMB48） 大地真央                                               | 2時間スペシャル（20:00 - 21:54） |
| 79 | 12月22日        | 秋山竜次（ロバート） 「タートル航空代表取締役・橋的勝二 講演会」                                                    | ゆうちゃみ                                                                  | Matt 樋口新葉 村上佳菜子                                                            | GP発表後に「クセスゴアワード2022」として 2022年放送内のGP受賞作品の中で 大悟が決めた個人的ベスト3が発表された。                                                      |

#### 2023年
| 回 | 放送日  | グランプリ作品                                                            | 特別出演                 | ゲスト                                                          | 備考                                                                                              |
| -- | ------- | ------------------------------------------------------------------------- | ------------------------ | --------------------------------------------------------------- | ------------------------------------------------------------------------------------------------- |
| 80 | 1月12日 | 東京ダイナマイト 「チェス」                                               | 宇野実彩子（AAA） 勝地涼 | 宇野実彩子（AAA） 勝地涼                                        |                                                                                                   |
| 81 | 1月19日 | COWCOW 「キャイ〜ン」                                                     |                          | 筧美和子 八木勇征（FANTASTICS） 成田悠輔                        |                                                                                                   |
| 82 | 1月26日 | 友近 「ダンス ダンス ダンス2」                                            | OWV                      | 北乃きい 戸次重幸 水沢林太郎                                    |                                                                                                   |
| 83 | 2月9日  | すゑひろがりず 「♪だまらっしゃい」                                        | 超ときめき♡宣伝部        | 北村匠海（DISH//） 中川大志 児嶋一哉（アンジャッシュ） 高橋文哉 | 2時間スペシャル（20:00 - 21:54）                                                                  |
| 84 | 2月16日 | ねづっち 「嫁のグチ」                                                     | JO1                      | アンミカ クリス・ハート 佐藤景瑚（JO1）                         |                                                                                                   |
| 85 | 3月2日  | なし                                                                      |                          | 高橋恭平（なにわ男子） 畑芽育 兼光タカシ もう中学生             | 3時間スペシャル（19:00 - 21:54）。                                                                |
| 86 | 3月16日 | トレンディエンジェル&岩井ジョニ男（イワイガワ） 「セニョール斎藤 Vol.23」 |                          | 片平なぎさ 藤原大祐                                             |                                                                                                   |
| 87 | 3月23日 | ハギノリザードマン 「擬人化あるあるモノマネ」                             | 戸次重幸                 | 井森美幸 坂口健太郎                                             | 木曜21時台にて最後の放送。 この回のGPは木曜21時台から日曜19時台へ 進出させたい芸人を1組選出した。 |

### 千鳥のクセスゴ!

#### 2023年
| 回 | 放送日   | グランプリ作品                                                     | 特別出演                                                                                                | ゲスト | 備考                                                                    |
| -- | -------- | ------------------------------------------------------------------ | --- | --- | ----------------------------------------------------------------------- |
| 1  | 4月23日  | トレンディエンジェル&岩井ジョニ男（イワイガワ） 「セニョール斎藤」 | 三田佳子 濱田崇裕（ジャニーズWEST） ラッキィ池田                                                        | 高良健吾 吉沢亮 本田仁美（AKB48） 屋敷裕政（ニューヨーク）                                                   | 3時間スペシャル（19:00 - 21:54）                                        |
| 2  | 5月7日   | ニッポンの社長 「主婦」                                            | | 岩田剛典 奈緒                                                                                                | 2時間スペシャル（19:00 - 21:00）                                        |
| 3  | 5月28日  | そいつどいつ 「喫茶店に現れたヤカラ」                              | 濱田崇裕（ジャニーズWEST）                                                                              | 白石麻衣 せいや（霜降り明星）                                                                                |                                                                         |
| 4  | 6月11日  | トレンディエンジェル×軽部真一アナ 「セニョール斎藤」               | 軽部真一アナ 生田竜聖アナ 井上清華アナ 西山喜久恵アナ 鈴木唯アナ 藤本万梨乃アナ 渡邊渚アナ 藤井弘輝アナ | 三宅正治アナ 林佑香 生田竜聖アナ 斉藤慎二（ジャングルポケット）                                              | 2時間スペシャル（19:00 - 21:00）。 『めざましテレビ』30周年記念コラボ。 |
| 5  | 6月25日  | ランジャタイ&あぁ〜しらき 「侍ショートケーキクイズ」               | 数原龍友（GENERATIONS） NMB48                                                                           | 桜井ユキ 三浦翔平 近藤春菜（ハリセンボン）                                                                   | 2時間スペシャル（19:00 - 21:00）                                        |
| 6  | 7月9日   | 小杉竜一（ブラックマヨネーズ）&HideboH 「男の正念場」              | 中務裕太（GENERATIONS） 京本政樹                                                                        | 吉川愛 片寄涼太&白濱亜嵐（GENERATIONS） 小杉竜一（ブラックマヨネーズ）                                       | 2時間スペシャル（19:00 - 21:00）                                        |
| 7  | 7月30日  | チョコレートプラネット 「逆逆逆逆逆逆ドッキリ」                    | JO1 カイル・カード                                                                                      | JO1 | 2時間スペシャル（19:00 - 21:00）                                        |
| 8  | 8月13日  | たむたむ&原口あきまさ 「♪ファイト!/河村隆一」                      | | 川口春奈 玉森裕太（Kis-My-Ft2）                                                                              | 2時間スペシャル（19:00 - 21:00）                                        |
| 9  | 9月3日   | ランジャタイ&あぁ～しらき×大山加奈 「侍ショートケーキクイズ」      | 大山加奈 大友愛 狩野舞子 栗原恵 迫田さおり 大林素子 清水邦広 バボちゃん                                 | 菅田将暉 萩原利久 向井慧（パンサー） 大友愛 狩野舞子                                                         | 2時間スペシャル（19:00 - 21:00）                                        |
| 10 | 10月22日 | 橋本直（銀シャリ）×エグスプロージョン 「♪東京にハマらへん」        | 数原龍友（GENERATIONS）                                                                                 | アイナ・ジ・エンド 向井理 橋本直（銀シャリ） 近藤春菜（ハリセンボン）                                        | 2時間スペシャル（19:00 - 21:00）                                        |
| 11 | 11月19日 | 神奈月&原口あきまさ 「♪家族になろうよ/デーモン閣下」               | | 二階堂ふみ 津田篤宏（ダイアン） 加藤諒 石田たくみ（カミナリ） RG（レイザーラモン） ガリベンズ矢野 古賀シュウ | 2時間スペシャル（19:00 - 21:00）                                        |
| 12 | 12月3日  | リンダカラー∞ 「カリスマンザイ『破』」                             | 上野耕平                                                                                                | 菜々緒 亀梨和也（KAT-TUN） 大久保佳代子（オアシズ） 田中卓志（アンガールズ）                                 | 2時間スペシャル（19:00 - 21:00）                                        |
| 13 | 12月17日 | COWCOW 「イラキュア」                                              | 数原龍友（GENERATIONS）                                                                                 | 飯尾和樹（ずん） 児嶋一哉（アンジャッシュ） セントチヒロ・チッチ 浦川翔平&藤原樹（THE RAMPAGE）              | 2時間スペシャル（19:00 - 21:00）                                        |

#### 2024年
| 回 | 放送日   | グランプリ作品                                                       | 特別出演                                                                                     | ゲスト                                                                       | 備考 |
| -- | -------- | -------------------------------------------------------------------- | -------------------------------------------------------------------------------------------- | ---------------------------------------------------------------------------- | --- |
| 14 | 1月14日  | 津田篤宏（ダイアン）&ちゃんぴおんず 「日本一おもしろい津田」         | 丘みどり 大久保嘉人                                                                          | 山崎賢人 矢本悠馬 山田杏奈 津田篤宏（ダイアン） 稲田直樹（アインシュタイン） | 2時間スペシャル（19:00 - 21:00）                                                                          |
| 15 | 2月4日   | マヂカルラブリー&ランジャタイ 「ズレカツFIGHT!!!」                   | 軽部真一アナ ゆうちゃみ・ゆいちゃみ姉妹 川原ひろし                                           | 浜辺美波 山田涼介（Hey!Say!JUMP） 屋敷裕政（ニューヨーク）                   | 2時間スペシャル（19:00 - 21:00）                                                                          |
| 16 | 2月18日  | 飯尾和樹（ずん）×ゼロから打ち師始めます。 「飯尾打ち師始めました。」 |                                                                                              | 小籔千豊 井上裕介（NON STYLE） 佐久間大介&渡辺翔太（Snow Man）               | 2時間スペシャル（19:00 - 21:00）                                                                          |
| 17 | 3月3日   | 友近 「授業参観」                                                    | 村山輝星 森香澄 ゆうちゃみ・ゆいちゃみ姉妹                                                   | 蛍原徹 奥平大兼 鈴鹿央士                                                     | 2時間スペシャル（19:00 - 21:00）                                                                          |
| 18 | 3月17日  | ダンビラムーチョ 「苦手な食べ物」                                    |                                                                                              | 麻生久美子 ケンドーコバヤシ ヒコロヒー りんたろー。（EXIT）                  | 2時間スペシャル（19:00 - 21:00）                                                                          |
| 19 | 4月14日  | ランジャタイ 「転校生」                                              |                                                                                              | 伊藤俊介（オズワルド） 中条あやみ                                            | 2時間スペシャル（19:00 - 21:00）                                                                          |
| 20 | 4月28日  | とにかく明るい安村 「照れ溜め写真」                                  | 井桁弘恵 花澤香菜                                                                            | 吉村崇（平成ノブシコブシ） 濱口優（よゐこ） 桜田ひより 川西拓実（JO1）       | 2時間スペシャル（19:00 - 21:00）                                                                          |
| 21 | 5月19日  | 友近 「待合室」                                                      | 竹中直人 ねお・野咲美優姉妹                                                                  | 高橋茂雄（サバンナ） 赤楚衛二 芳根京子                                       | 2時間スペシャル（19:00 - 21:00）                                                                          |
| 22 | 6月2日   | 佐久間一行×カンニング竹山 「エンジョイ竹山                           | DOZAN11 a.k.a 三木道三 大仁田厚                                                              | カンニング竹山 河野純喜&佐藤景瑚（JO1） 渋谷凪咲                             | 2時間スペシャル（19:00 - 21:00）                                                                          |
| 23 | 6月16日  | EXIT 「感情の芽生え」                                                | 竹中直人                                                                                     | 千葉雄大 野呂佳代 ユースケ（ダイアン）                                       | 2時間スペシャル（19:00 - 21:00）                                                                          |
| 24 | 6月30日  | テツandトモ 「♪全部ウソなのよ」                                      | ハローキティ                                                                                 | 相葉雅紀 田中卓志（アンガールズ）                                            | 2時間スペシャル（19:00 - 21:00）                                                                          |
| 25 | 7月28日  | スクールゾーン 「電車」                                              | 木村昴 渡辺いっけい                                                                          | 奥平大兼 木全翔也（JO1） 中島颯太（FANTASTICS） ラウール（Snow Man）         | 2時間スペシャル（19:00 - 21:00）                                                                          |
| 26 | 8月4日   | なし                                                                 | 内海光司 佐藤アツヒロ 丘みどり 京本政樹 高橋ひとみ 中務裕太&数原龍友（GENERATIONS） 柳沢慎吾 | アンミカ 木全翔也（JO1） 銀シャリ 中島颯太（FANTASTICS）                     | 2時間スペシャル（19:00 - 21:00）。 「超豪華クセスゴネタ傑作選」と題して 過去のネタVTRによる総集編を放送。 |
| 27 | 8月25日  | 友近&ありんくりん 「沖縄のスナック」                                 | 工藤美桜 長井短                                                                              | MEGUMI 山里亮太（南海キャンディーズ）                                        | 2時間スペシャル（19:00 - 21:00）                                                                          |
| 28 | 9月22日  | トレンディエンジェル 「セニョール斎藤」                              | 小林隆                                                                                       | 遠藤憲一 松坂桃李 岡田圭右（ますだおかだ）                                   | 2時間スペシャル（19:00 - 21:00）                                                                          |
| 29 | 9月29日  | COWCOW 「寝坊した女子高生」                                          | 井桁弘恵 大友愛 迫田さおり 大久保嘉人 大林素子 那須川天心                                    | 鏡優翔 藤波朱理 永瀬廉（King & Prince） せいや（霜降り明星）                 | 2時間スペシャル（19:00 - 21:00）                                                                          |
| 30 | 12月15日 | かもめんたる 「フードファイターとその妻」                            |                                                                                              | 角田夏実 出口クリスタ 長谷川忍（シソンヌ）                                   | 2時間スペシャル（19:00 - 21:00）                                                                          |

#### 2025年
| 回 | 放送日          | グランプリ作品              | 特別出演                                      | ゲスト                                                                          | 備考                                                   |
| -- | --------------- | --------------------------- | --------------------------------------------- | ------------------------------------------------------------------------------- | ------------------------------------------------------ |
| 31 | 1月1日 (水曜日) |                             |                                               | KEIKO&MOMONA（ME:I） 児嶋一哉（アンジャッシュ）                                 | 元日2時間SP（5:00 - 6:55）。 一部地域除いて放送。      |
| 32 | 1月12日         | COWCOW 「再会」             |                                               | 浜辺美波 間宮祥太朗                                                             | 3時間スペシャル（19:00 - 21:54）                       |
| 33 | 2月2日          | Everybody 「アイドル」      | 僕が見たかった青空 真飛聖                     | 津田篤宏（ダイアン） 八木勇征（FANTASTICS） 児嶋一哉（アンジャッシュ） 渋谷凪咲 | 3時間スペシャル（19:00 - 21:54）                       |
| 34 | 2月16日         | しずる 「とてつもない情報」 |                                               | 中島健人 桐谷健太                                                               | 3時間スペシャル（19:00 - 21:54）                       |
| 35 | 3月2日          | EIKO 「小さな恋のうた」     | ウルフ・アロン 数原龍友（GENERATIONS） 鏡優翔 | 伊原六花 ニューヨーク 広瀬アリス                                                | 3時間スペシャル（19:00 - 21:54） レギュラー放送 最終回 |

## スピンオフ

### TVer特別版
TVerでは以下のスピンオフ番組が配信されていた。内容は千鳥の代わりにクセスゴ出演芸人がネタを見てグランプリを決めるというものだが、グランプリは決まってネタではなくネタにまつわる物事である。
- 南大阪のカスカップルのクセがスゴいネタグランプリ
- 雰囲気強すぎる小学生のクセがスゴいネタグランプリ
- ひやまとみゆきのクセがスゴいネタグランプリ
- ダイアン津田と岸大介のクセがスゴいネタグランプリ
- ケンジとサチコのクセがスゴいネタGP
- レイラとミサトのクセがスゴいネタGP
- セニョール斎藤とプリティたかしのクセがスゴいネタGP
- マジシャンココアとおじさんのクセがスゴいネタGP

### FNSラフ&ミュージック
2021年8月28日には『FNSラフ&ミュージック〜歌と笑いの祭典〜』内で「クセスゴ歌謡祭」がコーナーとして行われ、秋山竜次・山本博（ロバート）、大村朋宏（トータルテンボス）・晴空親子、狩野英孝、加藤礼愛&久保田かずのぶ（とろサーモン）、佐久間一行、友近、トレンディエンジェル、堀内健（ネプチューン） &オラキオ、レイザーラモンRG（レイザーラモン）&かみちぃ（ジェラードン）が以下のネタを披露し、佐久間一行の「CHANGE/日谷ヒロノリ」がグランプリを受賞した。
|    |                                             |                                      |
| 1  | EIKO(狩野英孝)                              | ドラえもんのうた                     |
| 2  | 友近                                        | タテトティの歌〜三日月〜 (絢香)      |
| 3  | 加藤礼愛 × 久保田かずのぶ（とろサーモン）   | うっせぇわ                           |
| 4  | 天山広吉 & 本間朋晃                         | 青いイナズマ                         |
| 5  | トレンディエンジェル                        | セニョール斎藤 モノマネSHOW          |
| 6  | リュージ(秋山竜次（ロバート）)              | 植物                                 |
| 7  | レイザーラモンRG & かみちぃ（ジェラードン） | Dynamite/BTSに乗せて松本人志あるある |
| 8  | 大村朋宏（トータルテンボス）× 息子・晴空    | 切実 (covering「白日」King Gnu)      |
| 9  | 堀内健（ネプチューン）                      | リーゼントポリスの防犯キャンペーン   |
| 10 | 日谷ヒロノリ                                | CHANGE                               |

### 全力！脱力タイムズ70分SP
2024年9月27日の『全力!脱力タイムズ』のコーナー「日本の論点」ではコラボレーションマーケティングを取り上げられ、『脱力タイムズ』が本番組と『千鳥の鬼レンチャン』との3番組コラボレーションを図るコントが放映された。『脱力タイムズ』に出演する全力解説員がコラボネタや『サビだけカラオケ』に挑む中、途中で事件に巻き込まれるという内容。

## ネット局

### 木曜レギュラー時代
| 放送対象地域   | 放送局                    | 系列                                         | 放送日時           | ネット状況 |
| -------------- | ------------------------- | -------------------------------------------- | ------------------ | ---------- |
| 関東広域圏     | フジテレビ（CX）          | フジテレビ系列                               | 木曜 21:00 - 21:54 | 制作局     |
| 北海道         | 北海道文化放送（uhb）     | フジテレビ系列                               | 木曜 21:00 - 21:54 | 同時ネット |
| 岩手県         | 岩手めんこいテレビ（mit） | フジテレビ系列                               | 木曜 21:00 - 21:54 | 同時ネット |
| 宮城県         | 仙台放送（OX）            | フジテレビ系列                               | 木曜 21:00 - 21:54 | 同時ネット |
| 秋田県         | 秋田テレビ（AKT）         | フジテレビ系列                               | 木曜 21:00 - 21:54 | 同時ネット |
| 山形県         | さくらんぼテレビ（SAY）   | フジテレビ系列                               | 木曜 21:00 - 21:54 | 同時ネット |
| 福島県         | 福島テレビ（FTV）         | フジテレビ系列                               | 木曜 21:00 - 21:54 | 同時ネット |
| 新潟県         | NST新潟総合テレビ（NST）  | フジテレビ系列                               | 木曜 21:00 - 21:54 | 同時ネット |
| 長野県         | 長野放送（NBS）           | フジテレビ系列                               | 木曜 21:00 - 21:54 | 同時ネット |
| 静岡県         | テレビ静岡（SUT）         | フジテレビ系列                               | 木曜 21:00 - 21:54 | 同時ネット |
| 富山県         | 富山テレビ（BBT）         | フジテレビ系列                               | 木曜 21:00 - 21:54 | 同時ネット |
| 石川県         | 石川テレビ（ITC）         | フジテレビ系列                               | 木曜 21:00 - 21:54 | 同時ネット |
| 福井県         | 福井テレビ（FTB）         | フジテレビ系列                               | 木曜 21:00 - 21:54 | 同時ネット |
| 中京広域圏     | 東海テレビ（THK）         | フジテレビ系列                               | 木曜 21:00 - 21:54 | 同時ネット |
| 近畿広域圏     | 関西テレビ（KTV）         | フジテレビ系列                               | 木曜 21:00 - 21:54 | 同時ネット |
| 島根県・鳥取県 | さんいん中央テレビ（TSK） | フジテレビ系列                               | 木曜 21:00 - 21:54 | 同時ネット |
| 岡山県・香川県 | 岡山放送（OHK）           | フジテレビ系列                               | 木曜 21:00 - 21:54 | 同時ネット |
| 広島県         | テレビ新広島（tss）       | フジテレビ系列                               | 木曜 21:00 - 21:54 | 同時ネット |
| 愛媛県         | テレビ愛媛（EBC）         | フジテレビ系列                               | 木曜 21:00 - 21:54 | 同時ネット |
| 高知県         | 高知さんさんテレビ（KSS） | フジテレビ系列                               | 木曜 21:00 - 21:54 | 同時ネット |
| 福岡県         | テレビ西日本（TNC）       | フジテレビ系列                               | 木曜 21:00 - 21:54 | 同時ネット |
| 佐賀県         | サガテレビ（STS）         | フジテレビ系列                               | 木曜 21:00 - 21:54 | 同時ネット |
| 長崎県         | テレビ長崎（KTN）         | フジテレビ系列                               | 木曜 21:00 - 21:54 | 同時ネット |
| 熊本県         | テレビくまもと（TKU）     | フジテレビ系列                               | 木曜 21:00 - 21:54 | 同時ネット |
| 鹿児島県       | 鹿児島テレビ（KTS）       | フジテレビ系列                               | 木曜 21:00 - 21:54 | 同時ネット |
| 沖縄県         | 沖縄テレビ（OTV）         | フジテレビ系列                               | 木曜 21:00 - 21:54 | 同時ネット |
| 大分県         | テレビ大分（TOS）         | 日本テレビ系列 フジテレビ系列                | 木曜 21:00 - 21:54 | 同時ネット |
| 宮崎県         | テレビ宮崎（UMK）         | フジテレビ系列 日本テレビ系列 テレビ朝日系列 | 木曜 21:00 - 21:54 | 同時ネット |
| 青森県         | 青森朝日放送（ABA）       | テレビ朝日系列                               | 土曜 12:55 - 13:50 | 遅れネット |

※20:00開始のスペシャル放送の場合、番組終盤の6分間はローカルセールス枠のため通常時フルネット局がフジテレビの放送終了6分前に飛び降りとなる場合がある一方、同時ネット局（飛び降り局）でも放送局の都合によってはそのままフルネットで放送される場合があった。
CS・フジテレビONEでは2022年4月4日（月）21:00から放送開始（地上波放送：2020年5月30日分から）。

### 日曜レギュラー時代
| 放送対象地域   | 放送局                    | 系列           | 放送日時           | ネット状況 |
| -------------- | ------------------------- | -------------- | ------------------ | ---------- |
| 関東広域圏     | フジテレビ（CX）          | フジテレビ系列 | 日曜 19:00 - 20:00 | 制作局     |
| 北海道         | 北海道文化放送（uhb）     | フジテレビ系列 | 日曜 19:00 - 20:00 | 同時ネット |
| 岩手県         | 岩手めんこいテレビ（mit） | フジテレビ系列 | 日曜 19:00 - 20:00 | 同時ネット |
| 宮城県         | 仙台放送（OX）            | フジテレビ系列 | 日曜 19:00 - 20:00 | 同時ネット |
| 秋田県         | 秋田テレビ（AKT）         | フジテレビ系列 | 日曜 19:00 - 20:00 | 同時ネット |
| 山形県         | さくらんぼテレビ（SAY）   | フジテレビ系列 | 日曜 19:00 - 20:00 | 同時ネット |
| 福島県         | 福島テレビ（FTV）         | フジテレビ系列 | 日曜 19:00 - 20:00 | 同時ネット |
| 新潟県         | NST新潟総合テレビ（NST）  | フジテレビ系列 | 日曜 19:00 - 20:00 | 同時ネット |
| 長野県         | 長野放送（NBS）           | フジテレビ系列 | 日曜 19:00 - 20:00 | 同時ネット |
| 静岡県         | テレビ静岡（SUT）         | フジテレビ系列 | 日曜 19:00 - 20:00 | 同時ネット |
| 富山県         | 富山テレビ（BBT）         | フジテレビ系列 | 日曜 19:00 - 20:00 | 同時ネット |
| 石川県         | 石川テレビ（ITC）         | フジテレビ系列 | 日曜 19:00 - 20:00 | 同時ネット |
| 福井県         | 福井テレビ（FTB）         | フジテレビ系列 | 日曜 19:00 - 20:00 | 同時ネット |
| 中京広域圏     | 東海テレビ（THK）         | フジテレビ系列 | 日曜 19:00 - 20:00 | 同時ネット |
| 近畿広域圏     | 関西テレビ（KTV）         | フジテレビ系列 | 日曜 19:00 - 20:00 | 同時ネット |
| 島根県・鳥取県 | さんいん中央テレビ（TSK） | フジテレビ系列 | 日曜 19:00 - 20:00 | 同時ネット |
| 岡山県・香川県 | 岡山放送（OHK）           | フジテレビ系列 | 日曜 19:00 - 20:00 | 同時ネット |
| 広島県         | テレビ新広島（tss）       | フジテレビ系列 | 日曜 19:00 - 20:00 | 同時ネット |
| 愛媛県         | テレビ愛媛（EBC）         | フジテレビ系列 | 日曜 19:00 - 20:00 | 同時ネット |
| 高知県         | 高知さんさんテレビ（KSS） | フジテレビ系列 | 日曜 19:00 - 20:00 | 同時ネット |
| 福岡県         | テレビ西日本（TNC）       | フジテレビ系列 | 日曜 19:00 - 20:00 | 同時ネット |
| 佐賀県         | サガテレビ（STS）         | フジテレビ系列 | 日曜 19:00 - 20:00 | 同時ネット |
| 長崎県         | テレビ長崎（KTN）         | フジテレビ系列 | 日曜 19:00 - 20:00 | 同時ネット |
| 熊本県         | テレビくまもと（TKU）     | フジテレビ系列 | 日曜 19:00 - 20:00 | 同時ネット |
| 鹿児島県       | 鹿児島テレビ（KTS）       | フジテレビ系列 | 日曜 19:00 - 20:00 | 同時ネット |
| 沖縄県         | 沖縄テレビ（OTV）         | フジテレビ系列 | 日曜 19:00 - 20:00 | 同時ネット |

※スペシャル放送の場合、番組終盤の6分間はローカルセールス枠のため通常時フルネット局がフジテレビの放送終了6分前に飛び降りとなる場合（主に地域別の選挙関連のニュースが大半）がある一方、同時ネット局（飛び降り局）でも放送局の都合によってはそのままフルネットで放送される場合がある。

### パイロット版第1弾
| 放送対象地域   | 放送局                    | 系列                                         | 放送日              | 放送時間      | ネット状況                   |
| -------------- | ------------------------- | -------------------------------------------- | ------------------- | ------------- | ---------------------------- |
| 関東広域圏     | フジテレビ（CX）          | フジテレビ系列                               | 2020年5月30日（土） | 19:00 - 21:00 | 同時フルネット               |
| 岩手県         | 岩手めんこいテレビ（mit） | フジテレビ系列                               | 2020年5月30日（土） | 19:00 - 21:00 | 同時フルネット               |
| 秋田県         | 秋田テレビ（AKT）         | フジテレビ系列                               | 2020年5月30日（土） | 19:00 - 21:00 | 同時フルネット               |
| 島根県・鳥取県 | さんいん中央テレビ（TSK） | フジテレビ系列                               | 2020年5月30日（土） | 19:00 - 21:00 | 同時フルネット               |
| 岡山県・香川県 | 岡山放送（OHK）           | フジテレビ系列                               | 2020年5月30日（土） | 19:00 - 21:00 | 同時フルネット               |
| 広島県         | テレビ新広島（tss）       | フジテレビ系列                               | 2020年5月30日（土） | 19:00 - 21:00 | 同時フルネット               |
| 福岡県         | テレビ西日本（TNC）       | フジテレビ系列                               | 2020年5月30日（土） | 19:00 - 21:00 | 同時フルネット               |
| 熊本県         | テレビくまもと（TKU）     | フジテレビ系列                               | 2020年5月30日（土） | 19:00 - 21:00 | 同時フルネット               |
| 鹿児島県       | 鹿児島テレビ（KTS）       | フジテレビ系列                               | 2020年5月30日（土） | 19:00 - 21:00 | 同時フルネット               |
| 北海道         | 北海道文化放送（uhb）     | フジテレビ系列                               | 2020年5月30日（土） | 19:00 - 20:54 | 同時ネット （20:54飛び降り） |
| 宮城県         | 仙台放送（OX）            | フジテレビ系列                               | 2020年5月30日（土） | 19:00 - 20:54 | 同時ネット （20:54飛び降り） |
| 山形県         | さくらんぼテレビ（SAY）   | フジテレビ系列                               | 2020年5月30日（土） | 19:00 - 20:54 | 同時ネット （20:54飛び降り） |
| 福島県         | 福島テレビ（FTV）         | フジテレビ系列                               | 2020年5月30日（土） | 19:00 - 20:54 | 同時ネット （20:54飛び降り） |
| 新潟県         | NST新潟総合テレビ（NST）  | フジテレビ系列                               | 2020年5月30日（土） | 19:00 - 20:54 | 同時ネット （20:54飛び降り） |
| 長野県         | 長野放送（NBS）           | フジテレビ系列                               | 2020年5月30日（土） | 19:00 - 20:54 | 同時ネット （20:54飛び降り） |
| 静岡県         | テレビ静岡（SUT）         | フジテレビ系列                               | 2020年5月30日（土） | 19:00 - 20:54 | 同時ネット （20:54飛び降り） |
| 富山県         | 富山テレビ（BBT）         | フジテレビ系列                               | 2020年5月30日（土） | 19:00 - 20:54 | 同時ネット （20:54飛び降り） |
| 石川県         | 石川テレビ（ITC）         | フジテレビ系列                               | 2020年5月30日（土） | 19:00 - 20:54 | 同時ネット （20:54飛び降り） |
| 福井県         | 福井テレビ（FTB）         | フジテレビ系列                               | 2020年5月30日（土） | 19:00 - 20:54 | 同時ネット （20:54飛び降り） |
| 中京広域圏     | 東海テレビ（THK）         | フジテレビ系列                               | 2020年5月30日（土） | 19:00 - 20:54 | 同時ネット （20:54飛び降り） |
| 近畿広域圏     | 関西テレビ（KTV）         | フジテレビ系列                               | 2020年5月30日（土） | 19:00 - 20:54 | 同時ネット （20:54飛び降り） |
| 愛媛県         | テレビ愛媛（EBC）         | フジテレビ系列                               | 2020年5月30日（土） | 19:00 - 20:54 | 同時ネット （20:54飛び降り） |
| 高知県         | 高知さんさんテレビ（KSS） | フジテレビ系列                               | 2020年5月30日（土） | 19:00 - 20:54 | 同時ネット （20:54飛び降り） |
| 佐賀県         | サガテレビ（STS）         | フジテレビ系列                               | 2020年5月30日（土） | 19:00 - 20:54 | 同時ネット （20:54飛び降り） |
| 長崎県         | テレビ長崎（KTN）         | フジテレビ系列                               | 2020年5月30日（土） | 19:00 - 20:54 | 同時ネット （20:54飛び降り） |
| 沖縄県         | 沖縄テレビ（OTV）         | フジテレビ系列                               | 2020年5月30日（土） | 19:00 - 20:54 | 同時ネット （20:54飛び降り） |
| 宮崎県         | テレビ宮崎（UMK）         | フジテレビ系列 日本テレビ系列 テレビ朝日系列 | 2020年5月30日（土） | 19:00 - 20:54 | 同時ネット （20:54飛び降り） |

### パイロット版第2弾
| 放送対象地域   | 放送局                    | 系列                                         | 放送日              | 放送時間      | ネット状況 |
| -------------- | ------------------------- | -------------------------------------------- | ------------------- | ------------- | ---------- |
| 関東広域圏     | フジテレビ（CX）          | フジテレビ系列                               | 2020年8月15日（土） | 21:00 - 23:10 | 制作局     |
| 北海道         | 北海道文化放送（uhb）     | フジテレビ系列                               | 2020年8月15日（土） | 21:00 - 23:10 | 同時ネット |
| 岩手県         | 岩手めんこいテレビ（mit） | フジテレビ系列                               | 2020年8月15日（土） | 21:00 - 23:10 | 同時ネット |
| 宮城県         | 仙台放送（OX）            | フジテレビ系列                               | 2020年8月15日（土） | 21:00 - 23:10 | 同時ネット |
| 秋田県         | 秋田テレビ（AKT）         | フジテレビ系列                               | 2020年8月15日（土） | 21:00 - 23:10 | 同時ネット |
| 山形県         | さくらんぼテレビ（SAY）   | フジテレビ系列                               | 2020年8月15日（土） | 21:00 - 23:10 | 同時ネット |
| 福島県         | 福島テレビ（FTV）         | フジテレビ系列                               | 2020年8月15日（土） | 21:00 - 23:10 | 同時ネット |
| 新潟県         | NST新潟総合テレビ（NST）  | フジテレビ系列                               | 2020年8月15日（土） | 21:00 - 23:10 | 同時ネット |
| 長野県         | 長野放送（NBS）           | フジテレビ系列                               | 2020年8月15日（土） | 21:00 - 23:10 | 同時ネット |
| 静岡県         | テレビ静岡（SUT）         | フジテレビ系列                               | 2020年8月15日（土） | 21:00 - 23:10 | 同時ネット |
| 富山県         | 富山テレビ（BBT）         | フジテレビ系列                               | 2020年8月15日（土） | 21:00 - 23:10 | 同時ネット |
| 石川県         | 石川テレビ（ITC）         | フジテレビ系列                               | 2020年8月15日（土） | 21:00 - 23:10 | 同時ネット |
| 福井県         | 福井テレビ（FTB）         | フジテレビ系列                               | 2020年8月15日（土） | 21:00 - 23:10 | 同時ネット |
| 中京広域圏     | 東海テレビ（THK）         | フジテレビ系列                               | 2020年8月15日（土） | 21:00 - 23:10 | 同時ネット |
| 近畿広域圏     | 関西テレビ（KTV）         | フジテレビ系列                               | 2020年8月15日（土） | 21:00 - 23:10 | 同時ネット |
| 島根県・鳥取県 | さんいん中央テレビ（TSK） | フジテレビ系列                               | 2020年8月15日（土） | 21:00 - 23:10 | 同時ネット |
| 岡山県・香川県 | 岡山放送（OHK）           | フジテレビ系列                               | 2020年8月15日（土） | 21:00 - 23:10 | 同時ネット |
| 広島県         | テレビ新広島（tss）       | フジテレビ系列                               | 2020年8月15日（土） | 21:00 - 23:10 | 同時ネット |
| 愛媛県         | テレビ愛媛（EBC）         | フジテレビ系列                               | 2020年8月15日（土） | 21:00 - 23:10 | 同時ネット |
| 高知県         | 高知さんさんテレビ（KSS） | フジテレビ系列                               | 2020年8月15日（土） | 21:00 - 23:10 | 同時ネット |
| 福岡県         | テレビ西日本（TNC）       | フジテレビ系列                               | 2020年8月15日（土） | 21:00 - 23:10 | 同時ネット |
| 佐賀県         | サガテレビ（STS）         | フジテレビ系列                               | 2020年8月15日（土） | 21:00 - 23:10 | 同時ネット |
| 長崎県         | テレビ長崎（KTN）         | フジテレビ系列                               | 2020年8月15日（土） | 21:00 - 23:10 | 同時ネット |
| 熊本県         | テレビくまもと（TKU）     | フジテレビ系列                               | 2020年8月15日（土） | 21:00 - 23:10 | 同時ネット |
| 鹿児島県       | 鹿児島テレビ（KTS）       | フジテレビ系列                               | 2020年8月15日（土） | 21:00 - 23:10 | 同時ネット |
| 沖縄県         | 沖縄テレビ（OTV）         | フジテレビ系列                               | 2020年8月15日（土） | 21:00 - 23:10 | 同時ネット |
| 宮崎県         | テレビ宮崎（UMK）         | フジテレビ系列 日本テレビ系列 テレビ朝日系列 | 2020年8月15日（土） | 21:00 - 23:10 | 同時ネット |

## スタッフ

### レギュラー版
レギュラー版以降に加入→●
- ナレーション：服部潤（第2回 - ）、湯浅真由美 (クセスゴ人生劇場のみ担当)、深川和征、谷茜子、松村未央・渡辺和洋（フジテレビアナウンサー）(湯浅〜渡辺→●)
- テーマ曲：フルカワユタカ
- 構成：樅野太紀、堀江利幸、酒井義文、宮地ケンスケ、カツオ、谷口マサヒト、飯塚亮昌（堀江→第2回 - ）
- 美術制作：木村文洋
- デザイン：鈴木賢太（フジテレビ）
- アートコーディネーター：塩谷達郎
- 大道具制作：浅見大
- 装飾：岡田寿也、山﨑涼佳（共に●）
- アクリル装飾：犬塚健（●）
- 電飾：日下信二（●）
- 衣裳：西尾美久（●）
- メイク：山田かつら（レギュラー初回までは美術協力）
- TD：勝村信之（フジテレビ、●）
- TP：高瀬義美（第2回 - ）
- SW：池田幸弘（第2回 - ）
- CAM：吉原喜久
- 音声：小清水健治
- VE：武田和浩（●）、山下将平（第2回と●）【週替り】
- 照明：宗像徹馬
- 編集：井上真一、青柳宇恭、野殿宗一郎、土田健裕、八木凌、中井達文（共に●）、小川琢磨（第1・2回と●）【週替り】
- MA：鈴木久美子
- 音響効果：松長芳樹
- CG：Global Japan Corpration
- イラスト：WAGI（●）
- 美術協力：フジアール、テルミック、ナカムラ綜美、東京衣裳
- 技術協力：ニユーテレス、fmt、ENO.STUDIO、IMAGICA Lab.、casinodrive、東京オフラインセンター
- 画像協力：PIXTA
- 広報：土井(出)友美（フジテレビ、●）
- 営業：金子千紗都（フジテレビ、●）
- HP：根橋安曇（フジテレビ、●）
- TK：TBG（第1・2回と●）
- デスク：樋口麻紀（●）
- Special Thanks︰狩野雄太（フジテレビ、以前は企画、●）
- 編成：草ヶ谷大輔（フジテレビ、●）
- 制作管理：神原孝（FCC、以前はアドバイザー→チーフプロデューサー）
- AD：坂根佑哉、下川翔平、辻智哉【毎週】、小林由希菜、大澤慶己、一ツ木圭介、大場貴幸、太田寛子、高塚雅也、荒木里緒、田名網晃二、松本千明、佐藤のあ(乃愛)、小田島玲奈、藤野隼哉、森本貴大、菅桃香、直江有佑、八木淳志、比村空、諸角諒【週替り】（坂根～諸角→●）
- AP：湯田遥水（HIHO-TV）、角田英次郎（吉本興業）、大須賀美紀、土田香織（吉本興業）、嶋村理奈（全員→●）
- ディレクター：水口健司（シオプロ）、村中良輔（FAT TRUNK）、津宏典、渡邉祥子、奥田鷹章、濱島敦志【毎週】、岩崎陽介、白岩大輔、中森達也、田崎雅史・中谷航・渡辺均（田崎〜渡辺→BACK-UP）、二宮孝太郎、瀧本卓、金城和彦、伊藤雄太、溝口幹、久保基樹、温井精一（フジテレビ）、松尾竜二、齋藤誠也【週替り】（水口・津→第2回 - 、渡邉以降→●、奥田・濱島→共に以前はAD、田崎・伊藤→一時離脱→復帰、中森→第1・2回はAD→一時離脱）
- プロデューサー：中村倫久（HIHO-TV）、鈴木裕奈（FCC、●）、富永衣里子（吉本興業、●）、中垣佐知子（ファウンテン）、住田雄一（FAT TRUNK、●）、大川泰（STAY TUNED）、今瀧陽介（BACK-UP、●）【毎週】、大澤宏一郎（太陽カンパニー、●）【週替り】
- 演出：高瀬康宏（FCC、演出回以外は毎週ディレクター）、佐藤一輝（第1・2回はディレクター）、才藤仁（吉本興業）、陣崎行夫、扇山篤司、川田忠仁（BACK-UP）、内田雅行（才藤以降→●、内田→一時離脱→復帰）【週替り】
- チーフプロデューサー：大川友也（フジテレビ、●）、加藤大（FCC、第1・2回はプロデューサー）
- 総合演出・プロデューサー：名城ラリータ（FCC、第1・2回は総合演出のみ）
- 制作協力：FCC、吉本興業、よしもとブロードエンタテインメント、HIHO-TV、FAT TRUNK、STAY TUNED、BACK-UP MEDIA【毎週】、太陽カンパニー【週替り】（FAT・STAY→第1回は協力、YBE・HIHO・BACK・太陽→●）
- 制作：フジテレビ編成総局バラエティ制作局バラエティ制作センター（2023年7月30日 - 、以前は編成制作局バラエティー制作センター）
- 制作著作：フジテレビ

#### 過去のスタッフ
- ナレーション：立木文彦（第1回）、山崎岳彦（山崎→●）
- 衣裳：岡田夏海（第1・2回、第1回は夏奈名義）
- アクリル装飾：斉藤祐介、川満貴志（川満→●）
- 装飾：門間誠、田中春（田中→●）
- 電飾：後藤佑介
- 衣裳：宮澤愛（●）
- SW：遠藤俊洋（第1回）
- VE：水野博道（第1回）
- TK：小国幸恵（●）
- 美術協力：チトセアート、テレフィット（共に第1回）
- 広報：瀬田裕幸・小穴浩司・望月亜慧梨（フジテレビ、小穴・望月→●）
- 営業：阿部花恵・佐藤三保子・吉川厚・栗山みゆ（フジテレビ、阿部→第1回、佐藤→第2回、吉川・栗山→●）
- SNS：谷川有希・深田梨沙（フジテレビ、●）
- HP：末吉あずさ（フジテレビ）
- SPECIAL THANKS：小仲正重（フジテレビ、第1回）
- デスク：杦本宜子（●）
- AD：並田傾矢、村田穂乃香、長谷川光紀、山本雅美、西村亮佑、鈴木悠真、有瀬典崇、権田信太朗、神山豪太、矢吹悠真、杉本弘輝、丸野乙葉、幸徳夏澄、荻原(浦)奈津子（並田・村田→第1回、西村→第2回、長谷川・山本・権田・神山・丸野・幸徳・荻原→●、幸徳・荻原→毎週）
- AP：寺西泰寿・高橋くれあ・服部有紀子・香西大輝・手塚賢・中井謙吾（吉本興業、寺西→第1回、高橋→第2回、服部・香西・手塚・中井→●）、川島桃子（川島→第2回 - ）、半田悠理（半田→FCC、●）、福田道子（●）
- ディレクター：庄司裕暁（FCC）、佐藤裕司・小島啓太（吉本興業）、石原良憲・泉貴晶（BACK-UP）、浅野慶太、根ヶ山高弘（CRANKY）（庄司→第1回、根ヶ山→以前は不定期、佐藤～根ヶ山→●）
- プロデューサー：三井静香（FCC、第1・2回）、肥後篤人（吉本興業、第1回は制作プロデューサー）、林美菜（●）
- チーフプロデューサー︰田村優介（フジテレビ、●）
- 総合演出：鈴木一休（FCC、第1回）
- 制作協力：GUTS（第1回は協力）、クランキー(CRANKY)（●）